# Гундаренко, Светлана Арновна
Светла́на А́рновна Гу́ндаренко (23 июня 1969, Челябинск) — советская и российская дзюдоистка, рестлер и мастер смешанных единоборств.
Двукратная чемпионка Европы и участница Олимпийских игр. Заслуженный мастер спорта России.

## Биография
Отец Гундаренко — немец по национальности. Тренер — Б. В. Шунькин.
На первых трёх чемпионатах СССР выиграла четыре медали: в 1987 бронзу в весовой категории свыше 72 килограмм, в 1988 и 1989 золото в той же категории, а также в 1989 бронзу в абсолютной категории. На чемпионате СНГ Гундаренко также завоевала золотую медаль.
С 1992 по 1998 год стала шестикратной чемпионкой России, выиграв первенство в весе свыше 72 килограмм 4 раза подряд, а также победив в 1995 году в абсолютной категории. На чемпионатах 1997 и 1999 годов завоёвывала серебро.
Двукратная чемпионка Европы (1992 и 1995), серебряный призер 1993 года и трехкратный бронзовый призер (1991, 1994, 1996).
Бронзовый призер чемпионата Мира 1993 года.
Участница Олимпийских игр 1992 и 1996 годов. В Барселоне заняла 9-е место, в Атланте 5-е.

## Карьера в рестлинге

### Frontier Martial-Arts Wrestling (1991—1992)
В 1991 году Гундаренко пришла в мир пурорэсу, через японский рестлинг-промоушн Frontier Martial Arts Wrestling. Выступая как хил, она дебютировала 13 сентября, победив Кейко Ивами и Риэ Накамуру в матче с гандикапом, и продолжала выигрывать матчи в течение месяца как в одиночных поединках, так и в матчах с гандикапом. Гундаренко также выступила на 2-м юбилейном шоу FMW 23 сентября, победив родную звезду Мегуми Кудо с помощью армбара. После короткого союза с Кудо против Эрики Цутия и Комбат Тойода, Гундаренко сформировала команду с Крис Круз Кристофер, продолжив свою победную серию в декабре. Свой последний матч за FMW она провела 24 мая 1992 года, полосу окончательно прервал Тойода.

## Спортивные результаты
- Чемпионат СССР по дзюдо среди женщин 1987 года — ;
- Чемпионат СССР по дзюдо среди женщин 1988 года — ;
- Чемпионат СССР по дзюдо среди женщин 1989 года (свыше 72 кг) — ;
- Чемпионат СССР по дзюдо среди женщин 1989 года (абсолютная категория) — ;
- Чемпионат СНГ по дзюдо среди женщин — ;
- Чемпионат России по дзюдо 1992 года — ;
- Чемпионат России по дзюдо 1993 года — ;
- Чемпионат России по дзюдо 1994 года — ;
- Чемпионат России по дзюдо 1995 года (свыше 72 кг) — ;
- Чемпионат России по дзюдо 1995 года (абсолютная категория) — ;
- Чемпионат России по дзюдо 1997 года — ;
- Чемпионат России по дзюдо 1998 года — ;
- Чемпионат России по дзюдо 1999 года — ;